# Karl Georg Keutzer
Karl Georg Keutzer (* 13. August 1884 in Frischborn; † 14. Januar 1964) war ein hessischer Politiker (CDU) und ehemaliger Abgeordneter des Hessischen Landtags.
Karl Keutzer arbeitete nach dem Abschluss der Volksschule als Landwirt. Vor 1933 war Karl Keutzer Mitglied des Hessischen Landbundes. Von 1919 bis 1939 war er ehrenamtlicher Bürgermeister der Gemeinde Frischborn. 1945 wurde er Mitglied der CDU und für diese von 1945 bis 1952 erneut ehrenamtlicher Bürgermeister der Gemeinde Frischborn sowie vom 15. Juli 1946 bis zum 30. November 1946 Mitglied der Verfassungberatenden Landesversammlung Groß-Hessen.